# Whittle, Horsley
Whittle var en civil parish 1866–1955 när det uppgick i Horsley, i grevskapet Northumberland i England. Civil parish var belägen 9 km från Corbridge och hade 11 invånare år 1951.